# Nomexy
Nomexy és un municipi francès, situat al departament dels Vosges i a la regió del Gran Est. L'any 2007 tenia 2.128 habitants.

## Demografia

### Població
El 2007 la població de fet de Nomexy era de 2.128 persones. Hi havia 848 famílies, de les quals 251 eren unipersonals (71 homes vivint sols i 180 dones vivint soles), 246 parelles sense fills, 260 parelles amb fills i 91 famílies monoparentals amb fills.
La població ha evolucionat segons el següent gràfic:
Habitants censats

### Habitatges
El 2007 hi havia 970 habitatges, 897 eren l'habitatge principal de la família, 4 eren segones residències i 69 estaven desocupats. 615 eren cases i 355 eren apartaments. Dels 897 habitatges principals, 540 estaven ocupats pels seus propietaris, 346 estaven llogats i ocupats pels llogaters i 10 estaven cedits a títol gratuït; 8 tenien una cambra, 85 en tenien dues, 164 en tenien tres, 301 en tenien quatre i 339 en tenien cinc o més. 556 habitatges disposaven pel capbaix d'una plaça de pàrquing. A 433 habitatges hi havia un automòbil i a 257 n'hi havia dos o més.

### Piràmide de població
La piràmide de població per edats i sexe el 2009 era:
| Homes | Edats   | Dones |
| ----- | ------- | ----- |
| 4     | 95 o +  | 4     |
| 4     | 90 a 94 | 0     |
| 8     | 85 a 89 | 28    |
| 4     | 80 a 84 | 32    |
| 44    | 75 a 79 | 60    |
| 44    | 70 a 74 | 56    |
| 48    | 65 a 69 | 64    |
| 84    | 60 a 64 | 72    |
| 52    | 55 a 59 | 56    |
| 88    | 50 a 54 | 64    |
| 104   | 45 a 49 | 104   |
| 64    | 40 a 44 | 76    |
| 64    | 35 a 39 | 60    |
| 68    | 30 a 34 | 80    |
| 64    | 25 a 29 | 76    |
| 80    | 20 a 24 | 60    |
| 128   | 15 a 19 | 88    |
| 80    | 10 a 14 | 76    |
| 76    | 5 a 9   | 48    |
| 60    | 0 a 4   | 68    |

## Economia
El 2007 la població en edat de treballar era de 1.318 persones, 879 eren actives i 439 eren inactives. De les 879 persones actives 747 estaven ocupades (415 homes i 332 dones) i 132 estaven aturades (58 homes i 74 dones). De les 439 persones inactives 135 estaven jubilades, 135 estaven estudiant i 169 estaven classificades com a «altres inactius».

### Ingressos
El 2009 a Nomexy hi havia 923 unitats fiscals que integraven 2.187 persones, la mediana anual d'ingressos fiscals per persona era de 14.746 €.

### Activitats econòmiques
Dels 58 establiments que hi havia el 2007, 2 eren d'empreses extractives, 3 d'empreses alimentàries, 2 d'empreses de fabricació d'altres productes industrials, 11 d'empreses de construcció, 12 d'empreses de comerç i reparació d'automòbils, 6 d'empreses de transport, 4 d'empreses d'hostatgeria i restauració, 2 d'empreses financeres, 1 d'una empresa immobiliària, 2 d'empreses de serveis, 9 d'entitats de l'administració pública i 4 d'empreses classificades com a «altres activitats de serveis».
Dels 16 establiments de servei als particulars que hi havia el 2009, 1 era una oficina de correu, 2 oficines bancàries, 2 tallers de reparació d'automòbils i de material agrícola, 1 paleta, 1 guixaire pintor, 1 fusteria, 2 lampisteries, 1 electricista, 1 empresa de construcció, 2 perruqueries i 2 restaurants.
Dels 7 establiments comercials que hi havia el 2009, 1 era un hipermercat, 1 una botiga de més de 120 m², 2 fleques, 1 una fleca, 1 una peixateria i 1 una joieria.

## Equipaments sanitaris i escolars
El 2009 hi havia 1 farmàcia i 1 ambulància.
El 2009 hi havia 1 escola maternal i 1 escola elemental.

## Poblacions més properes
El següent diagrama mostra les poblacions més properes.